# متحف إزمير للمرأة
متحف إزمير للمرأة أو متحف إزمير النسائي، هو متحف في إزمير بتركيا، ويعتبر خامس متحف بوتيك يُفتتح في العالم، والأول من نوعه في تركيا. يُعد هذا المتحف أحد أهم الأمثلة على علم المتاحف المتمحور حول الإنسان بدلاً من علم المتاحف الذي يركز على المقتنيات. يقع المتحف في 38°25′15″N 27°08′32″E / 38.42083°N 27.14222°E في بلدية كوناك التابعة لإزمير.
يحتل المتحف مبنى تاريخي مكوّن من ثلاثة طوابق في حي تلكيليك. يعتبر المبنى أحد المنازل النموذجية في إزمير بنافذته الطويلة. افتُتح المتحف في 23 يناير 2014. وقال رئيس بلدية كوناك هاكان ترتان خلال حفل الافتتاح إن البلدية تقف بجانب النساء.
يحتوي المتحف على 13 غرفة. وتوجد في الطابق الأرضي صورة لمصطفى كمال أتاتورك مؤسس تركيا الحديثة وهو يرقص مع ابنته نيبيل خلال حفل زفافها . كما تُعرض الملابس المختلفة بما في ذلك التطريز الذهبي التركي الشهير. يوجد جدول زمني لصور النساء التركيات ومكتبة وغرفة فيديو في الطابق الأرضي أيضًا.
يتم عرض أقنعة النساء التركيات الرائدات مثل خالدة أديب وجاهدة سونكو وعفيفة جالة وفوريا كورال في الحديقة. كما يوجد في الحديقة أيضًا تمثال لناظم حكمت. خُصص الطابق العلوي لتخليد نضالات المرأة واحتجاجاتها في شكل سردي. ويوجد في الطابق العلوي أيضًا غرفة تجميع بها وثائق وأدوات من العهد العثماني والجمهوري.

## المرجعي
1. ↑  "متحف إزمير للمرأة". ابن بطوطة. مؤرشف من الأصل في 2023-03-21. اطلع عليه بتاريخ 2023-01-19.
2. ↑  "متحف إزمير للمرأة - إزمير: أوقات العمل، الأنشطة، وتعليقات الزوَّار، - Safarway 2023". Safarway - العالم بين يديك. مؤرشف من الأصل في 2023-01-19. اطلع عليه بتاريخ 2023-01-19.
3. ↑  "أولى المتاحف النسائية في تركيا والعالم". JINHAGENCY News. مؤرشف من الأصل في 2023-01-19. اطلع عليه بتاريخ 2023-01-19.
4. ↑  Onedio news (بالتركية)
5. ↑  "İzmir Women's Museum". Visit İzmir. مؤرشف من الأصل في 2023-01-19. اطلع عليه بتاريخ 2020-04-30.
6. 1 2  "Konak Municipality page" (بالتركية). Archived from the original on 2024-12-07. Retrieved 2023-01-19.